# Loxosceles neuvillei
Loxosceles neuvillei är en spindelart som beskrevs av Simon 1909. Loxosceles neuvillei ingår i släktet Loxosceles och familjen Sicariidae. Inga underarter finns listade i Catalogue of Life.